# توماس بي. سميث
توماس بي. سميث (بالإنجليزية: Thomas B. Smith)‏ هو سياسي أمريكي، ولد في 2 نوفمبر 1868 في فيلادلفيا في الولايات المتحدة، وتوفي في 17 أبريل 1949 في الولايات المتحدة. حزبياً، نشط في الحزب الجمهوري. وقد انتخب عضو مجلس نواب بنسيلفانيا.